# Jean de Marignol
Giovanni di Marignolli ou Jean de Marignol (ou Jean de Florence) (né v. 1290 à Florence et mort v. 1359 dans la même ville) est un religieux franciscain italien du XIVe siècle. Il fut légat pontifical, en Chine, auprès du grand Khan de la dynastie Yuan, Toghan Témur de 1342 à 1345, missionnaire, évêque de Bisignano (Calabre) à partir de 1354, chapelain de l'empereur Charles IV (1346-1378). On lui doit une « Chronique universelle », dans laquelle il livre le récit de ses voyages en Orient, et décrit les civilisations qu'il a rencontrées.

## Biographie
Jean de Marignol appartenait à une noble et ancienne famille de Toscane, les Marignolli de San Lorenzo. Très jeune, il entre chez les frères franciscains et étudie la philosophie et la théologie au couvent de Santa Croce. Par la suite il enseigne la théologie au couvent de Bologne.
Le 31 octobre 1338, il est appelé en Avignon par le pape Benoît XII (1334-1342), qui le nomme légat et lui confie une ambassade auprès du Grand Khan de Chine, comme successeur de Jean de Montecorvino, archevêque de Pékin, qui venait de décéder. Jean de Marignol, accompagné de trois autres religieux (Nicolas Bonet, Nicolas de Molano et Grégoire de Hongrie) mandatés par le pape, ainsi que de nombreux frères (en tout trente-deux personnes selon Jean de Marignol), quitte Avignon en décembre 1338. Le 1er mai 1339, les missionnaires sont à Constantinople où ils participent à un débat théologique avec des prêtres orthodoxes.
Il part ensuite pour la Crimée à Kefe (également connue sous le nom de Théodosie), conquis à la Horde d'or par la république de Gênes qui en fait une colonie. Il se rend ensuite à Sarai, au bord de la Volga, capitale de la Horde d'or, alors dirigée par Özbeg, qui l'accueille durant l'hiver 1339 à 1340. Ce dernier lui accorde une escorte qui l'accompagne jusqu'à Almaliq (aujourd'hui situé dans la préfecture autonome kazakhe d'Ili au Nord du Xinjiang), alors capitale du Nord du Khanat de Djaghataï.
Puis s’enfonçant à travers les terres, ils traversent le khanat de Djaghataï, au sud du lac Balkhach. À Almaligh au bord de l’Ili, ils reconstruisent l’église qui avait été détruite, l’année précédente, lors du massacre des missionnaires franciscains par des musulmans. 
Ils arrivent à Khanbalik (aujourd'hui Pékin) en 1342. Ils sont reçus en audience par le grand khan Toghan Témur. Ils restent en Chine jusqu'en 1347 avant de regagner l’Europe cette fois par voie maritime en s'arrêtant un an en Inde et à Ceylan (aujourd'hui, Sri Lanka), d'où il visite aussi Sumatra et Java. De ses pérégrinations dans l'océan Indien, Jean de Marignol ramène un émerveillement durable et pense avoir retrouvé le paradis terrestre sur l’île de Ceylan, où il séjourne avec ses compagnons pendant plusieurs mois. Au terme d’un voyage de près de huit ans, il est de retour en Avignon en 1353, après s’être sans doute arrêté quelque temps à Jérusalem. 
En 1354, Innocent VI (1352-1362) le nomme évêque de Bisignano, en Calabre. En 1355, il rencontre à Rome Charles IV (1346-1378), comte de Luxembourg et roi de Bohême, qui vient de recevoir la couronne impériale, et le suit à la cour de Prague. Nommé chapelain et commensal, Jean de Marignol s’attache alors à la rédaction de l’œuvre de sa vie, la Chronica Bohemorum.

## Œuvre
La « Chronica Boemorum (en) », initiée en 1119–1125, par Cosmas de Prague, et rédigée en latin, narre l’histoire du monde depuis la Création. Jean de Marignol, un de ses différents continuateurs (en) qui l'augmenterons jusqu'à 1300, y intègre les souvenirs de son périple en Orient et livre une vision émerveillée de ce qui d’après lui correspond au Paradis terrestre de la Genèse.
On lui attribue également une « Histoire de l'Ordre », conservée à Florence.